# تورو سول ترازیمنو
تورو سول ترازیمنو (به ایتالیایی: Tuoro sul Trasimeno) یک کومونه در ایتالیا است که در استان پروجا واقع شده‌است. تورو سول ترازیمنو ۵۵٫۶ کیلومتر مربع مساحت و ۳٬۸۳۷ نفر جمعیت دارد و ۳۰۹ متر بالاتر از سطح دریا واقع شده‌است.

## خواهرخوانده
شهر آمونبرگ خواهرخواندهٔ تورو سول ترازیمنو هست.